# Кузьмина-Даугуветене, Ольга Павловна
Ольга Павловна Кузьмина-Даугуветене (13 июня 1884, Киев Российская империя — 14 мая 1967, Вильнюс Литовская ССР) — российская, литовская и советская театральная актриса. Праведник народов  мира (1985).

## Биография
В 1909 окончила театральную студию в Санкт-Петербурге . В 1909—1910 —член ассоциации литературы и искусства.
В 1910—1913 выступала на сцене Народного дома в Санкт-Петербурге, в 1913—1920 — артистка театров Петрозаводска, Гродно, Белостока.
С 1920 года жила в Литве. До 1946 выступала в любительских и полупрофессиональных труппах в Паневежисе, Шяуляе, Каунасе.
В 1930—1940 играла на сцене театра Русской культурной ассоциации. В 1946—1958 — актриса Вильнюсского театра русской драмы (ныне Русский драматический театр Литвы).
В годы Второй мировой войны предоставляла убежище литовским евреям. В 1985 году признана праведником мира.

## Избранные роли
- Анфиса — «Волки и овцы» Александра Островского, 1950
- Горицвет — «Крылья» Александра Корнейчука, 1955
- Тадрачова — «Мораль пани Дульской» Габриели Запольской, 1956
- Мара — «Доктор философских наук» Бранислава Нушича, 1956
- Марфа — «Дворянское гнездо» Ивана Тургенева, 1956.

### Семья
Первая жена Бориса Даугуветиса (1885—1949), актёра, театрального режиссёра, педагога, драматурга. Народного артиста СССР. В браке родила 5 дочерей, из них:
- - Ксения Даугуветите-Шнюкштене (1912—2004), актриса
  - Анастасия (Ася) Даугуветите-Дубровская (1917—1991)
  - Дара Даугуветите-Ханфман (1920—1996)
  - Елена (Нелли) Даугуветите-Кудабене (1922—2003), актриса.

Похоронена на Антакальнисском кладбище Вильнюса.